# (13085) Borlaug
(13085) Borlaug ist ein Asteroid des Hauptgürtels, der am 23. April 1992 vom belgischen Astronomen Eric Walter Elst am La-Silla-Observatorium (IAU-Code 809) der Europäischen Südsternwarte in Chile entdeckt wurde.
Der Asteroid wurde am 2. Dezember 2009 nach dem amerikanischen Agrarwissenschaftler Norman Borlaug (1914–2009) benannt, der als wesentlicher Initiator der sogenannten Grünen Revolution in den Entwicklungsländern Millionen Menschen vor dem Hungertod bewahrte und 1970 dafür den Friedensnobelpreis erhielt.